# Międzynarodowa Federacja Racquetballa
Międzynarodowa Federacja Racquetballa (ang. International Racquetball Federation, skrót IRF) – międzynarodowa organizacja pozarządowa, zrzeszająca 82 narodowych federacji racquetballa.

## Historia
Federacja została założona w 1979 roku przez 13 federacji krajowych.

## Członkostwo
- ARISF (od 1985)
- GAISF
- IWGA

## Mistrzostwa świata
- Mistrzostwa świata w racquetballu (od 1981 roku).